# Killzone
Killzone là trò chơi điện tử thuộc thể loại bắn súng góc nhìn thứ nhất được phát triển bởi hãng Guerrilla Games có trụ sở tại Hà Lan và phát hành cho hệ máy PlayStation 2 vào năm 2004 ở Bắc Mỹ và châu Âu. Trò chơi được chuyển sang phiên bản độ nét cao và phát hành trong bản gộp Killzone Trilogy trên PlayStation 3 và là một tựa game PSN biệt lập vào ngày 23 tháng 10 năm 2012.

## Tình tiết
Trò chơi lấy bối cảnh trong thời đại thuộc địa vũ trụ. Trái Đất sau khi trải qua một cuộc chiến tranh hạt nhân nghiêm trọng giữa các quốc gia, góp phần hình thành nên một chính phủ trọng yếu gồm các chính quyền và các ngành công nghiệp giàu nhất còn sống sót để khám phá thuộc địa vũ trụ, cuối cùng họ đã định cư tại một hệ mặt trời bên ngoài Sol. Alpha Centauri là một hệ sao với hai hành tinh gồm hành tinh màu mỡ Vekta và hành tinh có nguồn cung cấp năng lượng dồi dào nhưng khí hậu khắc nghiệt là Helghan. Cả hai hành tinh này đều được Tập đoàn Helghan mua lại sau khi Liên hiệp các Quốc gia Thuộc địa (United Colonial Nations viết tắt là UCN) đã quyết định bán đấu giá chúng. Tuy nhiên vì các chính sách kinh tế của Helghast đe dọa hủy hoại hệ thống tài chính của UCN nên UCN đã mang quân xâm chiếm Vekta và loại bỏ Helghast sau khi thất bại trong việc áp đặt các biện pháp trừng phạt tài chính. Điều này buộc Helghast phải lập thuộc địa ở Helghan, một hành tinh khắc nghiệt và tàn bạo cùng nỗi oán giận sâu sắc khi để mất Vekta. Môi trường khắc nghiệt của hành tinh đã buộc Helghast phải tìm cách thích nghi và biến đổi rất nhiều đến nỗi họ không còn có thể được coi là con người. Họ trở nên mạnh mẽ hơn, nhanh hơn và có khả năng phục hồi thể lực cao hơn so với đồng loại của họ, bên cạnh nỗi hận thù ghê gớm với nhân loại. Ngoại trừ một số ít Helghast giống lai và đội quân được huấn luyện bài bản, họ cần phải có mặt nạ phòng độc và bộ dưỡng khí.

### Cốt truyện
Helghast là một nhóm gồm các hậu duệ của loài người đã chiếm cứ hành tinh Helghan làm thuộc địa qua nhiều thế hệ trước đây. Đế quốc Helghast đã phục hồi lại từ sau thất bại của mình trong cuộc chiến tranh ngoài hệ mặt trời đầu tiên (First Extrasolar War) và phát động một cuộc chiến tranh chớp nhoáng chống lại Liên minh Chiến lược liên Hành tinh (ISA) bên ngoài hành tinh thuộc địa Vekta.
Người chơi sẽ vào vai viên Đại úy của ISA Jan Templar, người đang cố gắng đẩy lùi cuộc xâm lược. Bất chấp các nỗ lực của ISA, họ tiếp tục hứng chịu tổn thất nặng nề và sự thắng thế từ từ của Helghast. Templar và đội của anh được gọi trở lại căn cứ để tái phân công. Tuy nhiên, trụ sở chính của ISA đã lực lượng tấn công của Helghast tàn phá và họ buộc phải sơ tán. Templar tìm mọi cách chặn đứng cuộc xâm lược với sự giúp đỡ của Thống chế Lugar đã cứu anh thoát khỏi vụ ám sát xảy ra trong Tổng hành dinh bị bỏ rơi. Templar và Lugar sau đó được gửi đi tìm kiếm thợ máy ISA Gregor Hakha, một gián điệp Helghast lai đã kiếm được dữ liệu về các động thái của Helghast trong tương lai. Trên đường làm nhiệm vụ, họ bỗng gặp Ricardo Velasquez; một người lính ISA vừa để mất trung đội của mình trong trận chiến với quân Helghast đã kịp thời giúp họ thoát khỏi tầm tay của một trung đội rất đông binh lính Helghast.
Ngay khi họ tới gặp Hakha thì cả đơn vị mới bàng hoàng phát hiện ra rằng Tướng Stuart Adams, một sĩ quan cấp cao của ISA chính là kẻ phản bội. Khi Hạm đội Phòng vệ Trái Đất (Earth Defense Fleet viết tắt là EDF) bay đến hỗ trợ quân đội Vektan, Adams đã ra tay sát hại Tướng Vaughton và chuẩn bị phục kích viện binh EDF. Một loạt các cuộc giao tranh đã nổ ra trên toàn lãnh thổ Vekta khi Templar và đơn vị của anh đã giáng một cú tấn công chiến lược trên Vekta trong một nỗ lực nhằm phá rối Helghast. Địa vị quyền lực của Tướng Adams rơi vào hiểm họa khi Tướng Lente nắm quyền, tuy nhiên ông đã bị một cựu binh của Helghast theo về ISA tên Hakha bắn chết ngay sau đó trong lúc ISA ra lời kêu gọi ECA tấn công vào đồn binh này. Templar và đơn vị của anh đã chọc thủng phòng tuyến và khuất phục sự kháng cự của lực lượng trung thành với Adams. Rồi khi đồn phát nổ trên quỹ đạo, các anh hùng của ISA trốn thoát cùng với Lugar và Templar lúc này đang cố gắng dự đoán tương lai của cuộc xung đột.

## Đón nhận
| Nơi đánh giá                       | Điểm số                                      |
| ---------------------------------- | -------------------------------------------- |
| PSM                                | 9.5/10                                       |
| Game Revolution                    | Grade C                                      |
| GameSpot                           | 6.9/10                                       |
| Gaming Target                      | 8.4/10                                       |
| IGN                                | 7.5/10                                       |
| Official PlayStation 2 Magazine UK | 9/10 (previous score) 7/10 (flashback score) |
| Tổng hợp                           |                                              |
| Game Rankings                      | 74% (based on 80 reviews)                    |
| Metacritic                         | 70/100 (based on 67 reviews)                 |

Killzone nhận được sự hòa lẫn những lời đánh giá tích cực. PSM nói rằng Killzone có "Đồ họa tuyệt đẹp và được đánh dấu bằng nhiều cách dù còn khó hiểu; Họ hứa với chúng tôi là chúng ta sẽ được trải nghiệm cuộc chiến tranh trong tương lai và chúng tôi đã thử...và hết sức sửng sốt." Những lời nhận xét khác còn trích dẫn các vấn đề kỹ thuật với Killzone, bao gồm AI mâu thuẫn nhau, lỗi thường xuyên, vấn đề tốc độ khung hình, chi tiết đồ họa rối rắm, sự lặp đi lặp lại những tiếng nói như nhau, tầm nhìn ngắn và một hệ thống điều khiển vụng về. Các nhà phê bình cũng phàn nàn về lối chơi, với IGN đã liệt game vào loại "tệ hại và tầm thường" trong khi Into Liquid Sky nói rằng nó "cần tinh tế hơn nữa".
Những nhận xét như GameSpy cho rằng Killzone một phần chịu ảnh hưởng do việc công bố lạ thường mà nó nhận được trước khi phát hành, nâng cao sự kỳ vọng chỉ dành cho chúng tới mức chưa hoàn chỉnh. Mặc dù vậy, Killzone được ngưỡng mộ vì những hiệu ứng âm thanh, nhạc nền cùng với sự mô tả một vùng chiến sự gai góc trong game; ngoài ra nó còn được ghi nhận về kiểu thiết kế nghệ thuật khoa học viễn tưởng chuyên sâu độc đáo.